# Перелік ракетних ударів під час російського вторгнення (зима 2022/2023)
Перелік ракетних ударів які завдають обидві сторони війни під час російського вторгнення в Україну, інформація про які була опублікована у відкритих джерелах.
Без ударів некерованими ракетами авіації, артилерії, РСЗВ та комплексів С-300.

## Засоби ураження
| назва      | назва         | носій          | тип                                                 | створено | дальність | бойова частина          | КІВ       |
| ---------- | ------------- | -------------- | --------------------------------------------------- | -------- | --------- | ----------------------- | --------- |
| Shahed 136 | —             | —              | дрон-камікадзе                                      | 2020     | 2500 км   | 46,5 кг (51 кг серія К) | 5-15 м    |
| Х-31       | —             | авіація        | авіаційна ракета класу «повітря-поверхня»           | 1988     | 110 км    | 87 кг                   | 10-15 м   |
| 5В55       | —             | С-300          | зенітна ракета                                      | 1970     | 75 км     | 130 кг                  | 50-100 м  |
| 48Н6       | —             | С-300, С-400   | зенітна ракета                                      | 1990     | 150 км    | 145 кг                  | 30-50 м   |
| Х-35       | «Звєзда»      | авіація        | крилата протикорабельна ракета                      | 1973     | 300 км    | 145 кг                  | 5-10 м    |
| Х-59       | «Овод»        | авіація        | авіаційна ракета класу «повітря-поверхня»           | 1975     | 45 км     | 148 кг                  | 10-20 м   |
| 48Н6М      | —             | С-300, С-400   | зенітна ракета                                      | 2007     | 200 км    | 150 кг                  | 10-30 м   |
| 48Н6ДМ     | —             | С-300, С-400   | зенітна ракета                                      | 2007     | 250 км    | 180 кг                  | 10-20 м   |
| Х-38       | —             | авіація        | авіаційна ракета класу «повітря-поверхня»           | 2012     | 40 км     | 250 кг                  | 5-10 м    |
| 3М55       | П-800 «Онікс» | флот           | універсальна протикорабельна ракета                 | 1987     | 600 км    | 300 кг                  | 10-20 м   |
| 3M22       | «Циркон»      | флот           | протикорабельна крилата ракета                      | 2021     | 1000 км   | 300 кг                  | 5-10 м    |
| Х-69       | —             | авіація        | крилата ракета класу «повітря-поверхня»             | 2022     | 290 км    | 310 кг                  | 10-20 м   |
| Х-29       | —             | авіація        | авіаційна ракета класу «повітря-земля»              | 1980     | 30 км     | 317 кг                  | 5-20 м    |
| Х-101      | —             | Ту-95, Ту-160  | стратегічна крилата ракета класу «повітря-поверхня» | 1999     | 5500 км   | 400 кг                  | 10-20 м   |
| 3М14       | «Калібр»      | флот           | крилата ракета                                      | 2012     | 2600 км   | 450 кг                  | 10-20 м   |
| 9М723      | «Іскандер»    | «Іскандер-М»   | балістична ракета класу «поверхня-поверхня»         | 2011     | 400 км    | 480 кг                  | 5-10 м    |
| 9М728      | «Іскандер»    | «Іскандер-К»   | крилата ракета класу «поверхня-поверхня»            | 2008     | 500 км    | 480 кг                  | 5-7 м     |
| 9М729      | «Іскандер»    | «Іскандер-К»   | крилата ракета класу «поверхня-поверхня»            | 2018     | 1500 км   | 480 кг                  | 5-7 м     |
| 9М79       | «Точка»       | 9К79 «Точка»   | ракета тактичного ракетного комплексу               | 1973     | 70 км     | 482 кг                  | 100-150 м |
| 9М79-1     | «Точка-У»     | 9К79 «Точка-У» | ракета тактичного ракетного комплексу               | 1989     | 120 км    | 482 кг                  | 30-50 м   |
| KN-23      | Hwasong-11Ga  | —              | тактична балістична ракета                          | 2018     | 550 км    | 500 кг                  | 5-10 м    |
| Х-47М2     | «Кинджал»     | МіГ-31К        | аеробалістична ракета                               | 2017     | 2000 км   | 500 кг                  | 10-20 м   |
| Х-22       | «Буря»        | Ту-22          | крилата протикорабельна ракета                      | 1962     | 330 км    | 950 кг                  | 500-700 м |

## Ракетні удари

### Грудень
- Масований ракетний удар по енергетичній інфраструктурі України 5 грудня 2022
- Масований ракетний удар по енергетичній інфраструктурі України 16 грудня 2022
- Масований ракетний удар по енергетичній інфраструктурі України 29 грудня 2022
- Масований ракетний обстріл України 31 грудня 2022

Зафіксовано щонайменше 271 ракету з російського боку. 189 ракет було перехоплено силами ППО, щонайменше 1 ракета передчасно впала/не здетонувала.
| Удари завдані Україною | Удари завдані Україною | Удари завдані Україною      | Удари завдані Україною                            | дата       | Удари завдані Росією   | Удари завдані Росією                                    | Удари завдані Росією | Удари завдані Росією | Удари завдані Росією       | Удари завдані Росією                                    |
| регіон                 | місце                  | ракети                      | влучання                                          | дата       | регіон                 | місце                                                   | ракети               | ракети               | ракети                     | влучання, загиблі/поранені                              |
| ---------------------- | ---------------------- | --------------------------- | ------------------------------------------------- | ---------- | ---------------------- | ------------------------------------------------------- | -------------------- | -------------------- | -------------------------- | ------------------------------------------------------- |
| Луганська обл.         | Сватове                | ракета GMLRS                | не встановлено                                    | 01.12.2022 |                        |                                                         |                      |                      |                            |                                                         |
| Донецька обл.          | Іловайськ              | ракета GMLRS                | залізнична інфраструктура                         | 01.12.2022 |                        |                                                         |                      |                      |                            |                                                         |
| Запорізька обл.        | Ясне                   | ракета GMLRS                | військова інфраструктура                          | 01.12.2022 |                        |                                                         |                      |                      |                            |                                                         |
| Донецька обл.          | Шахтарськ              | —                           | нафтобаза                                         | 02.12.2022 | Запорізька обл.        | Запоріжжя                                               | —                    | —                    | —                          | об'єкт інфраструктури, жертви: 0/0                      |
| Донецька обл.          | Сніжне                 | —                           | військова інфраструктура                          | 03.12.2022 | Донецька обл.          | Краматорськ                                             | 0/4                  | 0/4                  | —                          | промислова інфраструктура, жертви: 0/0                  |
| Донецька обл.          | Донецьк                | AGM-88                      | не встановлено                                    | 03.12.2022 |                        |                                                         |                      |                      |                            |                                                         |
| Луганська обл.         | Алчевськ               | ракета GMLRS                | військова інфраструктура                          | 04.12.2022 |                        |                                                         |                      |                      |                            |                                                         |
| Луганська обл.         | Алчевськ               | ракета GMLRS                | військова інфраструктура                          | 05.12.2022 | Дніпропетровська обл.  | Кривий Ріг                                              | 0/3                  | 0/3                  | Іскандер-М                 | промислова інфраструктура, жертви: 1/3                  |
|                        |                        |                             |                                                   | 05.12.2022 | Вінницька обл.         | Вінницька обл.                                          | 60/70                | 60/70                | Калібр, Х-101*, Х-59, Х-22 | енергетична інфраструктура                              |
| Київська обл.          |                        |                             |                                                   | 05.12.2022 |                        |                                                         | 60/70                | 60/70                | Калібр, Х-101*, Х-59, Х-22 | енергетична інфраструктура                              |
| Одеська обл.           | Арциз                  |                             |                                                   | 05.12.2022 |                        |                                                         | 60/70                | 60/70                | Калібр, Х-101*, Х-59, Х-22 | енергетична інфраструктура                              |
| Україна                | Україна                | перехоплено українською ППО |                                                   | 05.12.2022 |                        |                                                         | 60/70                | 60/70                | Калібр, Х-101*, Х-59, Х-22 |                                                         |
| Луганська обл.         | Старобільськ           | ракета GMLRS                | залізнична інфраструктура                         | 06.12.2022 | Донецька обл.          | Краматорськ                                             | 0/4                  | 0/4                  | Іскандер-М                 | промислова та цивільна інфраструктура                   |
| Запорізька обл.        | Токмак                 | —                           | військова інфраструктура                          | 06.12.2022 | Дніпропетровська обл.  | Кривий Ріг                                              | —                    | —                    | —                          | промислова інфраструктура                               |
| Донецька обл.          | Донецьк                | AGM-88                      | не встановлено                                    | 07.12.2022 |                        |                                                         |                      |                      |                            |                                                         |
| Донецька обл.          | Шахтарськ              | —                           | військова інфраструктура                          | 07.12.2022 |                        |                                                         |                      |                      |                            |                                                         |
| Донецька обл.          | Волноваха              | —                           | залізнична інфраструктура                         | 07.12.2022 |                        |                                                         |                      |                      |                            |                                                         |
| Запорізька обл.        | Бердянськ              | —                           | військова інфраструктура                          | 07.12.2022 |                        |                                                         |                      |                      |                            |                                                         |
| Луганська обл.         | Первомайськ            | ракета GMLRS                | не встановлено                                    | 08.12.2022 |                        |                                                         |                      |                      |                            |                                                         |
| Херсонська обл.        | Чаплинка               | —                           | не встановлено                                    | 08.12.2022 |                        |                                                         |                      |                      |                            |                                                         |
| Запорізька обл.        | Бердянськ              | —                           | військова інфраструктура                          | 08.12.2022 |                        |                                                         |                      |                      |                            |                                                         |
| Запорізька обл.        | Бердянськ              | —                           | військова інфраструктура                          | 09.12.2022 |                        |                                                         |                      |                      |                            |                                                         |
| Херсонська обл.        | Херсонська обл.        | ракета GMLRS                | радар П-18                                        | 09.12.2022 |                        |                                                         |                      |                      |                            |                                                         |
| Херсонська обл.        | Чаплинка               | —                           | військова інфраструктура                          | 10.12.2022 |                        |                                                         |                      |                      |                            |                                                         |
| Запорізька обл.        | Мелітополь             | ракета GMLRS                | військова інфраструктура                          | 10.12.2022 |                        |                                                         |                      |                      |                            |                                                         |
| Запорізька обл.        | Токмак                 | —                           | військова інфраструктура                          | 10.12.2022 |                        |                                                         |                      |                      |                            |                                                         |
| Луганська обл.         | Сватове                | ракета GMLRS                | не встановлено                                    | 10.12.2022 |                        |                                                         |                      |                      |                            |                                                         |
| Луганська обл.         | Новопсков              | ракета GMLRS                | не встановлено                                    | 10.12.2022 |                        |                                                         |                      |                      |                            |                                                         |
| Луганська обл.         | Кадіївка               | —                           | військова інфраструктура                          | 11.12.2022 |                        |                                                         |                      |                      |                            |                                                         |
| Запорізька обл.        | Мелітополь             | —                           | не встановлено                                    | 12.12.2022 | Донецька обл.          | Костянтинівка                                           | —                    | —                    | —                          | цивільна інфраструктура                                 |
| Запорізька обл.        | Токмак                 | —                           | не встановлено                                    | 12.12.2022 |                        |                                                         |                      |                      |                            |                                                         |
|                        |                        |                             |                                                   | 13.12.2022 | Донецька обл.          | Краматорськ                                             | —                    | —                    | —                          | будівля інституту                                       |
| Луганська обл.         | Кадіївка               | —                           | склад боєприпасів                                 | 15.12.2022 | Запорізька обл.        | Оріхів                                                  | 0/2                  | 0/2                  | —                          | цивільна інфраструктура, жертви: 0/2                    |
| Луганська обл.         | Ірміно                 | —                           | склад боєприпасів                                 | 15.12.2022 |                        |                                                         |                      |                      |                            |                                                         |
| Херсонська обл.        | Залізний Порт          | —                           | військова інфраструктура                          | 15.12.2022 |                        |                                                         |                      |                      |                            |                                                         |
| Херсонська обл.        | Скадовськ              | —                           | військова інфраструктура                          | 15.12.2022 |                        |                                                         |                      |                      |                            |                                                         |
| Луганська обл.         | Лантратівка            | ракета GMLRS                | військова інфраструктура                          | 16.12.2022 | Київ                   | Київ                                                    | 60/76                | 60/76                | Калібр, Х-101*             | енергетична та цивільна інфраструктура                  |
|                        |                        |                             |                                                   | 16.12.2022 | Київська обл.          |                                                         | 60/76                | 60/76                | Калібр, Х-101*             | енергетична та цивільна інфраструктура                  |
| Житомирська обл.       | Коростень              |                             |                                                   | 16.12.2022 |                        |                                                         | 60/76                | 60/76                | Калібр, Х-101*             | енергетична та цивільна інфраструктура                  |
| Дніпропетровська обл.  | Дніпропетровська обл.  | Калібр, Х-101*, Х-22        |                                                   | 16.12.2022 |                        |                                                         | 60/76                | 60/76                |                            | енергетична та цивільна інфраструктура                  |
| Дніпропетровська обл.  | Кривий Ріг             | Калібр, Х-101*, Х-22        | цивільна інфраструктура, жертви: 5/8              | 16.12.2022 |                        |                                                         | 60/76                | 60/76                |                            |                                                         |
| Україна                | Україна                | Калібр, Х-101*, Х-22        | перехоплено українською ППО                       | 16.12.2022 |                        |                                                         | 60/76                | 60/76                |                            |                                                         |
| РФ, Єланський р-н      | РФ, Єланський р-н      | 0/2+                        | 0/2+                                              | 16.12.2022 | Х-101*                 | пустир                                                  |                      |                      |                            |                                                         |
| Луганська обл.         | Щастя                  | ракета GMLRS                | не встановлено                                    | 17.12.2022 | Одеська обл.           | Одеська обл.                                            | 2/2                  | 2/2                  | П-800 «Онікс»              | перехоплено українською ППО                             |
|                        |                        |                             |                                                   | 17.12.2022 | Донецька обл.          | Краматорськ                                             | —                    | —                    | —                          | цивільна інфраструктура, жертви: 0/0                    |
| Донецька обл.          | Кутейникове            | ракета GMLRS                | промислова інфраструктура                         | 18.12.2022 |                        |                                                         |                      |                      |                            |                                                         |
| Луганська обл.         | Алчевськ               | ракета GMLRS                | військова інфраструктура                          | 18.12.2022 |                        |                                                         |                      |                      |                            |                                                         |
| РФ, Бєлгород           | РФ, Бєлгород           | —                           | не встановлено                                    | 18.12.2022 |                        |                                                         |                      |                      |                            |                                                         |
| Запорізька обл.        | Бердянськ              | —                           | не встановлено                                    | 19.12.2022 |                        |                                                         |                      |                      |                            |                                                         |
| Херсонська обл.        | Чонгар                 | —                           | військова інфраструктура                          | 19.12.2022 |                        |                                                         |                      |                      |                            |                                                         |
| РФ, Шебекіно           | РФ, Шебекіно           | —                           | енергетична інфраструктура                        | 19.12.2022 |                        |                                                         |                      |                      |                            |                                                         |
| Луганська обл.         | Новоселівка            | ракета GMLRS                | не встановлено                                    | 19.12.2022 |                        |                                                         |                      |                      |                            |                                                         |
|                        |                        |                             |                                                   | 20.12.2022 | Харківська обл.        | Харківська обл.                                         | 0/2+                 | 0/2+                 | —                          | нафтогазова інфраструктура, жертви: 0/0                 |
| 21.12.2022             | Миколаївська обл.      | Очаків                      | 0/1                                               | 0/1        | —                      | цивільна інфраструктура, жертви: 0/2                    |                      |                      |                            |                                                         |
| 22.12.2022             | Одеська обл.           | Одеська обл.                | 1/1                                               | 1/1        | Х-59                   | перехоплено українською ППО                             |                      |                      |                            |                                                         |
| 22.12.2022             | Донецька обл.          | Краматорськ                 | 0/2                                               | 0/2        | —                      | промислова та цивільна інфраструктура                   |                      |                      |                            |                                                         |
| Херсонська обл.        | Скадовськ              | —                           | не встановлено                                    | 23.12.2022 |                        |                                                         |                      |                      |                            |                                                         |
| Запорізька обл.        | Токмак                 | —                           | військова інфраструктура                          | 23.12.2022 |                        |                                                         |                      |                      |                            |                                                         |
| Луганська обл.         | Білокуракине           | ракета GMLRS                | не встановлено                                    | 24.12.2022 | Запорізька обл.        | Запорізький р-н                                         | 0/2+                 | 0/2+                 | —                          | цивільна інфраструктура, жертви: 0/0                    |
| Луганська обл.         | Половинкине            | ракета GMLRS                | не встановлено                                    | 24.12.2022 |                        |                                                         |                      |                      |                            |                                                         |
| Луганська обл.         | Рубіжне                | ракета GMLRS                | не встановлено                                    | 24.12.2022 |                        |                                                         |                      |                      |                            |                                                         |
| Луганська обл.         | Михайлівка             | ракета GMLRS                | не встановлено                                    | 25.12.2022 | Донецька обл.          | Краматорськ                                             | 0/3                  | 0/3                  | —                          | промислова інфраструктура, жертви: 0/0                  |
| Херсонська обл.        | Херсонська обл.        | ракета GMLRS                | особовий склад                                    | 27.12.2022 |                        |                                                         |                      |                      |                            |                                                         |
| Херсонська обл.        | Чаплинка               | —                           | не встановлено                                    | 28.12.2022 | Харківська обл.        | Харків                                                  | —                    | —                    | —                          | цивільна інфраструктура, жертви: 0/1                    |
| Луганська обл.         | Первомайськ            | ракета GMLRS                | не встановлено                                    | 29.12.2022 | Львівська обл.         | Львівська обл.                                          | 4/6                  | 58/70                | Х-101*                     | енергетична інфраструктура                              |
|                        |                        |                             |                                                   | 29.12.2022 | Івано-Франківська обл. | Івано-Франківська обл.                                  | 0/1                  | 58/70                | Х-101*                     | житловий будинок                                        |
| Київська обл.          | Київська обл.          | 8/10                        | енергетична інфраструктура                        | 29.12.2022 |                        |                                                         |                      | 58/70                | Х-101*                     |                                                         |
| Одеська обл.           | Одеська обл.           | 21/22+                      | енергетична інфраструктура                        | 29.12.2022 |                        |                                                         |                      | 58/70                | Х-101*                     |                                                         |
| Україна                | Україна                | 25/30                       | перехоплено українською ППО, пошкодження уламками | 29.12.2022 |                        |                                                         |                      | 58/70                | Х-101*                     |                                                         |
| АР Крим                | Джанкой                | —                           | —                                                 | 29.12.2022 | —                      | вибухнули за незʼясованих обставин                      |                      |                      |                            |                                                         |
| РФ, Бєлгород           | РФ, Бєлгород           | —                           | —                                                 | 29.12.2022 | —                      | вибухнули за незʼясованих обставин                      |                      |                      |                            |                                                         |
| РФ, Руднянський р-н    | РФ, Руднянський р-н    | 1/1                         | 1/1                                               | 29.12.2022 | Х-101*                 | впала у полі                                            |                      |                      |                            |                                                         |
| Харківська обл.        | Харківська обл.        | —                           | —                                                 | 29.12.2022 | —                      | критична інфраструктура, повторний обстріл, жертви: 2/? |                      |                      |                            |                                                         |
| Херсонська обл.        | Генічеськ              | —                           | військова інфраструктура                          | 30.12.2022 |                        |                                                         |                      |                      |                            |                                                         |
| Луганська обл.         | Алчевськ               | ракета GMLRS                | військова інфраструктура                          | 30.12.2022 |                        |                                                         |                      |                      |                            |                                                         |
| Луганська обл.         | Брянка                 | ракета GMLRS                | не встановлено                                    | 30.12.2022 |                        |                                                         |                      |                      |                            |                                                         |
| Луганська обл.         | Гірське                | ракета GMLRS                | військова інфраструктура                          | 30.12.2022 |                        |                                                         |                      |                      |                            |                                                         |
| Донецька обл.          | Донецьк                | ракета GMLRS                | не встановлено                                    | 30.12.2022 |                        |                                                         |                      |                      |                            |                                                         |
| Донецька обл.          | Шахтарськ              | ракета GMLRS                | військова інфраструктура                          | 30.12.2022 |                        |                                                         |                      |                      |                            |                                                         |
| Луганська обл.         | Первомайськ            | ракета GMLRS                | військова інфраструктура                          | 31.12.2022 | Україна                | Україна                                                 | 12/20                | 12/20                | Х-101*                     | цивільна інфраструктура                                 |
| Донецька обл.          | Макіївка               | ракета GMLRS                | військова інфраструктура                          | 31.12.2022 | Чернігівська обл.      | Чернігівська обл.                                       | —                    | —                    | Іскандер-М                 | військова інфраструктура, жертви: 0/?                   |
| Донецька обл.          | Шахтарськ              | —                           | військова інфраструктура                          | 31.12.2022 | Миколаївська обл.      | Миколаїв                                                | 0/6                  | 0/6                  | Іскандер-М                 | житлові будинки                                         |
|                        |                        |                             |                                                   | 31.12.2022 | РФ, Ліньово            | РФ, Ліньово                                             | 1/1                  | 1/1                  | —                          | відомо про падіння фрагментів ракети на житлові будинки |

*Х-101/Х-555/Х-55

### Січень
- Ракетний удар по житловому будинку в Дніпрі 14 січня 2023
- Масований ракетний обстріл України 14 січня 2023
- Масований ракетний обстріл України 26 січня 2023

Зафіксовано щонайменше 125 ракет з російського боку. 76 ракет було перехоплено силами ППО, щонайменше 4 ракети передчасно впали/не здетонували.
| Удари завдані Україною | Удари завдані Україною | Удари завдані Україною | Удари завдані Україною               | дата                                         | Удари завдані Росією                                   | Удари завдані Росією | Удари завдані Росією | Удари завдані Росією      | Удари завдані Росією                             |
| регіон                 | місце                  | ракети                 | влучання                             | дата                                         | регіон                                                 | місце                | ракети               | ракети                    | влучання, загиблі/поранені                       |
| ---------------------- | ---------------------- | ---------------------- | ------------------------------------ | -------------------------------------------- | ------------------------------------------------------ | -------------------- | -------------------- | ------------------------- | ------------------------------------------------ |
| Луганська обл.         | Чмирівка               | ракета GMLRS           | не встановлено                       | 01.01.2023                                   |                                                        |                      |                      |                           |                                                  |
| Луганська обл.         | Рубіжне                | ракета GMLRS           | не встановлено                       | 01.01.2023                                   |                                                        |                      |                      |                           |                                                  |
| Луганська обл.         | Сватове                | ракета GMLRS           | не встановлено                       | 01.01.2023                                   |                                                        |                      |                      |                           |                                                  |
| Херсонська обл.        | Чулаківка              | —                      | військова інфраструктура             | 02.01.2023                                   | Україна                                                | Україна              | 1/1                  | Х-59                      | перехоплено українською ППО                      |
| Херсонська обл.        | Саги                   | ракета GMLRS           | військова інфраструктура             | 02.01.2023                                   | Донецька обл.                                          | Дружківка            | 0/3                  | —                         | льодова арена «Альтаїр», жертви: 0/2             |
|                        |                        |                        |                                      | 02.01.2023                                   | Донецька обл.                                          | Яковлівка            | 0/1                  | —                         | цивільна інфраструктура                          |
| Краматорськ            | —                      | —                      | цивільна інфраструктура, жертви: 0/1 | 02.01.2023                                   | Донецька обл.                                          |                      |                      |                           |                                                  |
| Запорізька обл.        | Токмак                 | —                      | військова інфраструктура             | 03.01.2023                                   |                                                        |                      |                      |                           |                                                  |
| Херсонська обл.        | Чаплинка               | —                      | військова інфраструктура             | 03.01.2023                                   |                                                        |                      |                      |                           |                                                  |
| Херсонська обл.        | Саги                   | ракета GMLRS           | військова інфраструктура             | 03.01.2023                                   |                                                        |                      |                      |                           |                                                  |
| Донецька обл.          | Макіївка               | ракета GMLRS           | військова інфраструктура             | 06.01.2023                                   |                                                        |                      |                      |                           |                                                  |
| Донецька обл.          | Зуївська ТЕС           | Точка-У                | енергетична інфраструктура           | 08.01.2023                                   | Донецька обл.                                          | Краматорськ          | 0/7                  | —                         | цивільна інфраструктура, жертви: 0/0             |
| Донецька обл.          | Старобешівська ТЕС     | ракета GMLRS           | енергетична інфраструктура           | 08.01.2023                                   | Донецька обл.                                          | Костянтинівка        | 0/2                  | —                         | промислова інфраструктура, жертви: 0/0           |
| Запорізька обл.        | Мелітополь             | —                      | військова інфраструктура             | 08.01.2023                                   |                                                        |                      |                      |                           |                                                  |
|                        |                        |                        |                                      | 09.01.2023                                   | Миколаївська обл.                                      | Очаків               | 0/2                  | Х-47М                     | порт                                             |
| Донецька обл.          | Краматорськ            | —                      | —                                    | 09.01.2023                                   | цивільна інфраструктура, жертви: 2/0                   |                      |                      |                           |                                                  |
| Донецька обл.          | Костянтинівка          | —                      | —                                    | 09.01.2023                                   | промислова та цивільна інфраструктура                  |                      |                      |                           |                                                  |
| 10.01.2023             | РФ, Усть-донецький р-н | РФ, Усть-донецький р-н | —                                    | —                                            | падіння ракети в полі                                  |                      |                      |                           |                                                  |
| Луганська обл.         | Чорнухине              | ракета GMLRS           | не встановлено                       | 11.01.2023                                   |                                                        |                      |                      |                           |                                                  |
| Донецька обл.          | Соледар                | Точка-У                | особовий склад                       | 12.01.2023                                   |                                                        |                      |                      |                           |                                                  |
| Донецька обл.          | Соледар                | ракета GMLRS           | особовий склад                       | 13.01.2023                                   |                                                        |                      |                      |                           |                                                  |
| схід України           | схід України           | ракета GMLRS           | 1Л219 «Зоопарк»                      | 13.01.2023                                   |                                                        |                      |                      |                           |                                                  |
| РФ, Клинцівський р-н   | РФ, Клинцівський р-н   | Точка-У                | заявлено про перехоплення ППО        | 14.01.2023                                   | Київська обл.                                          | Київська обл.        | —                    | —                         | енергетична та цивільна інфраструктура           |
|                        |                        |                        |                                      | 14.01.2023                                   | Львівська обл.                                         | Львівська обл.       | 0/9                  | Калібр, Х-101*            | не встановлено, жертви: 0/0                      |
| Івано-Франківська обл. | Івано-Франківська обл. | Калібр, Х-101*         |                                      | 14.01.2023                                   |                                                        |                      | 0/9                  |                           | не встановлено, жертви: 0/0                      |
| Дніпропетровська обл.  | Дніпро                 | Х-22                   | житловий будинок, жертви: 46/75      | 14.01.2023                                   |                                                        |                      | 0/9                  |                           |                                                  |
| Дніпропетровська обл.  | Кривий Ріг             | 4/5                    | Калібр, Х-101*, Х-59                 | 14.01.2023                                   | цивільна інфраструктура, жертви: 1/1                   |                      |                      |                           |                                                  |
| Київ                   | Київ                   | 0/1+                   | 48Н6                                 | 14.01.2023                                   | енергетична та цивільна інфраструктура, жертви: 0/0    |                      |                      |                           |                                                  |
| Україна                | Україна                | 21/21                  | Калібр, Х-101*, Х-59                 | 14.01.2023                                   | перехоплено українською ППО                            |                      |                      |                           |                                                  |
| Молдова                | Молдова                | 0/1                    | —                                    | 14.01.2023                                   | пустир                                                 |                      |                      |                           |                                                  |
| Донецька обл.          | Волноваха              | —                      | не встановлено                       | 16.01.2023                                   |                                                        |                      |                      |                           |                                                  |
| Донецька обл.          | Харцизьк               | —                      | промислова інфраструктура            | 17.01.2023                                   |                                                        |                      |                      |                           |                                                  |
| Луганська обл.         | Діброва                | ракета GMLRS           | військова інфраструктура             | 17.01.2023                                   |                                                        |                      |                      |                           |                                                  |
| Луганська обл.         | Кадіївка               | ракета GMLRS           | військова інфраструктура             | 22.01.2023                                   |                                                        |                      |                      |                           |                                                  |
| Донецька обл.          | Іловайськ              | Точка-У                | не встановлено                       | 22.01.2023                                   |                                                        |                      |                      |                           |                                                  |
| Донецька обл.          | Макіївка               | —                      | не встановлено                       | 22.01.2023                                   |                                                        |                      |                      |                           |                                                  |
| Луганська обл.         | Золоте                 | ракета GMLRS           | енергетична інфраструктура           | 23.01.2023                                   | Україна                                                | Україна              | 2/2                  | Х-59                      | перехоплено українською ППО                      |
|                        |                        |                        |                                      | 23.01.2023                                   | Донецька обл.                                          | Краматорськ          | —                    | —                         | цивільна інфраструктура, жертви: 0/0             |
| Донецька обл.          | Іловайськ              | ракета GMLRS           | залізнична інфраструктура            | 24.01.2023                                   |                                                        |                      |                      |                           |                                                  |
| Запорізька обл.        | Чорноземне             | —                      | військова інфраструктура             | 25.01.2023                                   |                                                        |                      |                      |                           |                                                  |
| Луганська обл.         | Кремінна               | ракета GMLRS           | військова інфраструктура             | 25.01.2023                                   |                                                        |                      |                      |                           |                                                  |
| Луганська обл.         | Рубіжне                | ракета GMLRS           | військова інфраструктура             | 25.01.2023                                   |                                                        |                      |                      |                           |                                                  |
| Луганська обл.         | Білокуракине           | ракета GMLRS           | військова інфраструктура             | 26.01.2023                                   | Дніпропетровська обл.                                  | Дніпро               | —                    | —                         | нічний ракетний удар, наслідки не встановлено    |
| Луганська обл.         | Рубіжне                | ракета GMLRS           | військова інфраструктура             | 26.01.2023                                   | Київська обл.                                          | Київська обл.        | 0/5                  | Калібр, Х-101*,Х-47М,Х-59 | енергетична інфраструктура, пошкодження уламками |
|                        |                        |                        |                                      | 26.01.2023                                   | Одеська обл.                                           | Одеська обл.         | 0/5                  | Калібр, Х-101*,Х-47М,Х-59 | енергетична інфраструктура                       |
| Україна                | Україна                | 47/47                  | Калібр, Х-101*                       | 26.01.2023                                   | перехоплено українською ППО                            |                      |                      |                           |                                                  |
| Україна                | Україна                | 3/3                    | Х-59                                 | 26.01.2023                                   | три три із чотирьох ракет Х-59 не досягли своїх цілей  |                      |                      |                           |                                                  |
| РФ, Улан-Хол           | РФ, Улан-Хол           | 1/1                    | Х-101*                               | 26.01.2023                                   | впала у полі                                           |                      |                      |                           |                                                  |
| Одеська обл.           | Одеська обл.           | 1/1                    | —                                    | 26.01.2023                                   | повторний удар по Одещині, перехоплено українською ППО |                      |                      |                           |                                                  |
| Луганська обл.         | Новоолександрівка      | ракета GMLRS           | військова інфраструктура             | 27.01.2023                                   | Запорізька обл.                                        | Запоріжжя            | —                    | —                         | не встановлено                                   |
|                        |                        |                        |                                      | 27.01.2023                                   | Дніпропетровська обл.                                  | Кривий Ріг           | —                    | —                         | не встановлено                                   |
| Луганська обл.         | Новоайдар              | ракета GMLRS           | особ. склад                          | 28.01.2023                                   | Донецька обл.                                          | Костянтинівка        | —                    | —                         | цивільна інфраструктура, жертви: 3/14            |
| Донецька обл.          | Шахтарськ              | —                      | не встановлено                       | 28.01.2023                                   |                                                        |                      |                      |                           |                                                  |
| Запорізька обл.        | Світлодолинське        | ракета GMLRS           | міст                                 | 29.01.2023                                   |                                                        |                      |                      |                           |                                                  |
| Донецька обл.          | Іловайськ              | ракета GMLRS           | залізнична інфраструктура            | 29.01.2023                                   |                                                        |                      |                      |                           |                                                  |
| Луганська обл.         | Алчевськ               | ракета GMLRS           | військова інфраструктура             | 30.01.2023                                   |                                                        |                      |                      |                           |                                                  |
| Луганська обл.         | Брянка                 | ракета GMLRS           | військова інфраструктура             | 30.01.2023                                   |                                                        |                      |                      |                           |                                                  |
| Луганська обл.         | Кадіївка               | ракета GMLRS           | військова інфраструктура             | 30.01.2023                                   |                                                        |                      |                      |                           |                                                  |
| Херсонська обл.        | Улянівка               | ракета GMLRS           | військова інфраструктура             | 30.01.2023                                   |                                                        |                      |                      |                           |                                                  |
| Херсонська обл.        | Тарасівка              | ракета GMLRS           | військова інфраструктура             | 30.01.2023                                   |                                                        |                      |                      |                           |                                                  |
| Херсонська обл.        | Скадовськ              | ракета GMLRS           | військова інфраструктура             | 30.01.2023                                   |                                                        |                      |                      |                           |                                                  |
| Луганська обл.         | Кадіївка               | ракета GMLRS           | військова інфраструктура             | 31.01.2023                                   |                                                        |                      |                      |                           |                                                  |
| Луганська обл.         | Кремінна               | ракета GMLRS           | військова інфраструктура             | 31.01.2023                                   |                                                        |                      |                      |                           |                                                  |
| дата не встановлена    |                        |                        |                                      |                                              |                                                        |                      |                      |                           |                                                  |
|                        |                        |                        |                                      |                                              | Запорізька обл.                                        | Запорізька обл.      | 0/1                  | Х-29ТД                    | складське приміщення                             |
| Харківська обл.        | Лісна Стінка           | 0/1                    | Іскандер                             | С-300ПС                                      |                                                        |                      |                      |                           |                                                  |
| Україна                | Україна                | 0/1                    | Іскандер                             | військова інфраструктура, помилкове влучання |                                                        |                      |                      |                           |                                                  |

*Х-101/Х-555/Х-55

### Лютий
- Масований ракетний обстріл України 10 лютого 2023
- Масований ракетний обстріл України 16 лютого 2023

Зафіксовано щонайменше 126 ракет з російського боку. 79 ракет було перехоплено силами ППО.
| Удари завдані Україною | Удари завдані Україною | Удари завдані Україною | Удари завдані Україною               | дата       | Удари завдані Росією                                     | Удари завдані Росією | Удари завдані Росією | Удари завдані Росією | Удари завдані Росією                                      |
| регіон                 | місце                  | ракети                 | влучання                             | дата       | регіон                                                   | місце                | ракети               | ракети               | влучання, загиблі/поранені                                |
| ---------------------- | ---------------------- | ---------------------- | ------------------------------------ | ---------- | -------------------------------------------------------- | -------------------- | -------------------- | -------------------- | --------------------------------------------------------- |
| РФ, Новозибків         | РФ, Новозибків         | Точка-У                | нафтопровід «Дружба»                 | 01.02.2023 | Донецька обл.                                            | Краматорськ          | 0/1                  | Іскандер             | житловий будинок, жертви: 4/14                            |
| Запорізька обл.        | Мелітополь             | —                      | військова інфраструктура             | 01.02.2023 |                                                          |                      |                      |                      |                                                           |
| Херсонська обл.        | Піщане                 | ракета GMLRS           | 9K331 «Тор-М2ДТ»                     | 01.02.2023 |                                                          |                      |                      |                      |                                                           |
| Донецька обл.          | Маріуполь              | —                      | військова інфраструктура             | 01.02.2023 |                                                          |                      |                      |                      |                                                           |
| Донецька обл.          | Маріуполь              | —                      | військова інфраструктура             | 02.02.2023 |                                                          |                      |                      |                      |                                                           |
| Луганська обл.         | Булавинівка            | ракета GMLRS           | військова інфраструктура             | 03.02.2023 |                                                          |                      |                      |                      |                                                           |
| Луганська обл.         | Сватове                | ракета GMLRS           | військова інфраструктура             | 04.02.2023 |                                                          |                      |                      |                      |                                                           |
| Луганська обл.         | Писарівка              | ракета GMLRS           | військова інфраструктура             | 07.02.2023 |                                                          |                      |                      |                      |                                                           |
| Луганська обл.         | Покровське             | ракета GMLRS           | військова інфраструктура             | 08.02.2023 | Чернігівська обл.                                        | Семенівка            | 0/2                  | —                    | удар авіаракетами по цивільній інфраструктурі             |
| Херсонська обл.        | Магдалинівка           | —                      | військова інфраструктура             | 09.02.2023 |                                                          |                      |                      |                      |                                                           |
| Запорізька обл.        | Мелітополь             | —                      | військова інфраструктура             | 10.02.2023 | Хмельницька обл.                                         | Хмельницька обл.     | 61/71                | Калібр, Х-101*       | енергетична інфраструктура                                |
| Запорізька обл.        | Токмацький р-н         | —                      | військова інфраструктура             | 10.02.2023 | Україна                                                  | Україна              | 61/71                | Калібр, Х-101*       | перехоплено українською ППО, пошкодження уламками         |
|                        |                        |                        |                                      | 11.02.2023 | Одеська обл.                                             | Одеська обл.         | 0/3                  | П-800 «Онікс»        | не встановлено                                            |
| Донецька обл.          | Донецька обл.          | ракета GMLRS           | військова інфраструктура             | 12.02.2023 |                                                          |                      |                      |                      |                                                           |
| Донецька обл.          | Нікольське             | —                      | військова інфраструктура             | 13.02.2023 | Донецька обл.                                            | Дружківка            | 0/2+                 | —                    | цивільна інфраструктура                                   |
| Луганська обл.         | Кадіївка               | ракета GMLRS           | військова інфраструктура             | 13.02.2023 | Донецька обл.                                            | Покровськ            | 0/2+                 | —                    | цивільна інфраструктура                                   |
| Донецька обл.          | Макіївка               | Точка-У                | не встановлено                       | 14.02.2023 | Донецька обл.                                            | Костянтинівка        | —                    | —                    | цивільна інфраструктура                                   |
| Донецька обл.          | Макіївка               | AGM-88                 | не встановлено                       | 14.02.2023 |                                                          |                      |                      |                      |                                                           |
| Донецька обл.          | Макіївка               | AGM-88                 | не встановлено                       | 15.02.2023 | Донецька обл.                                            | Покровськ            | 0/2+                 | —                    | житловий будинок, жертви: 2/12+                           |
| Донецька обл.          | Іловайськ              | —                      | залізнична інфраструктура            | 15.02.2023 |                                                          |                      |                      |                      |                                                           |
| Донецька обл.          | Єнакієве               | —                      | військова інфраструктура             | 16.02.2023 | Полтавська обл.                                          | Кременчук            | 0/2                  | Калібр, Х-101*, X-22 | об'єкт критичної інфраструктури, жертви: 0/0              |
| Херсонська обл.        | Каланчак               | —                      | військова інфраструктура             | 16.02.2023 | Львівська обл.                                           | Львівська обл.       | 0/18                 | Калібр, Х-101*, X-22 | не встановлено, жертви: 0/0                               |
| Херсонська обл.        | Скадовськ              | —                      | військова інфраструктура             | 16.02.2023 | Кіровоградська обл.                                      | Кіровоградська обл.  | 0/18                 | Калібр, Х-101*, X-22 | не встановлено, жертви: 0/0                               |
| Херсонська обл.        | Чаплинка               | —                      | військова інфраструктура             | 16.02.2023 | Дніпропетровська обл.                                    | Павлоград            | 0/18                 | Калібр, Х-101*, X-22 | промислова інфраструктура та житлові будинки, жертви: 1/8 |
| АР Крим                | Армянськ               | —                      | військова інфраструктура             | 16.02.2023 | Україна                                                  | Україна              | 6/6                  | Калібр, Х-101*       | перехоплено українською ППО                               |
|                        |                        |                        |                                      | 16.02.2023 | Україна                                                  | Україна              | 2/2                  | Х-59                 | перехоплено українською ППО                               |
| Миколаївська обл.      | Миколаївська обл.      | 6/6                    | Калібр                               | 16.02.2023 | перехоплено українською ППО                              |                      |                      |                      |                                                           |
| Херсонська обл.        | Херсонська обл.        | 2/2                    | Калібр                               | 16.02.2023 | перехоплено українською ППО                              |                      |                      |                      |                                                           |
| Харківська обл.        | Вовчанськ              | 0/2                    | —                                    | 16.02.2023 | об'єкт критичної інфраструктури, авіаудар, жертви: 0/6   |                      |                      |                      |                                                           |
| Харківська обл.        | Вовчанськ              | —                      | —                                    | 16.02.2023 | повторний авіаудар, цивільна інфраструктура, жертви: 1/0 |                      |                      |                      |                                                           |
| 18.02.2023             | Хмельницька обл.       | Хмельницький           | 0/2                                  | Калібр     | військова та цивільна інфраструктура, жертви: 0/2        |                      |                      |                      |                                                           |
| 18.02.2023             | Миколаївська обл.      | Миколаївська обл.      | 2/2                                  | Калібр     | перехоплено українською ППО                              |                      |                      |                      |                                                           |
| Донецька обл.          | Маріуполь              | —                      | військова інфраструктура, боєприпаси | 21.02.2023 |                                                          |                      |                      |                      |                                                           |
| Донецька обл.          | Дебальцеве             | —                      | військова інфраструктура             | 21.02.2023 |                                                          |                      |                      |                      |                                                           |
| Донецька обл.          | Сніжне                 | —                      | військова інфраструктура             | 21.02.2023 |                                                          |                      |                      |                      |                                                           |
| Донецька обл.          | Іловайськ              | —                      | військова інфраструктура             | 21.02.2023 |                                                          |                      |                      |                      |                                                           |
| Донецька обл.          | Донецьк                | ракета GMLRS           | військово-медична інфраструктура     | 24.02.2023 |                                                          |                      |                      |                      |                                                           |
| Луганська обл.         | Перевальськ            | ракета GMLRS           | військова інфраструктура             | 25.02.2023 |                                                          |                      |                      |                      |                                                           |
| Луганська обл.         | Кадіївка               | ракета GMLRS           | військова інфраструктура             | 28.02.2023 |                                                          |                      |                      |                      |                                                           |
| Луганська обл.         | Кадіївка               | ракета GMLRS           | склад боєприпасів, повторний удар    | 28.02.2023 |                                                          |                      |                      |                      |                                                           |
| Донецька обл.          | Донецьк                | ракета GMLRS           | міст                                 | 28.02.2023 |                                                          |                      |                      |                      |                                                           |
| дата не встановлена    |                        |                        |                                      |            |                                                          |                      |                      |                      |                                                           |
| Донецька обл.          | Вугледар               | ракета GMLRS           | військова інфраструктура             | ??.02.2023 | Донецька обл.                                            | Вугледар             | 0/1                  | Х-29ТД               | складське приміщення                                      |
| Донецька обл.          | Вугледар               | ракета GMLRS           | особовий склад                       | ??.02.2023 |                                                          |                      |                      |                      |                                                           |